# Alley Cat
Alley Cat – gra komputerowa autorstwa Billa Williamsa, wydana przez Synapse Software na Atari 8-bit w 1983, a następnie w 1984 na komputery PC. Gracz kieruje ulicznym kotem, którego zadaniem jest wykonanie odpowiednich zadań w mieszkaniach obcych ludzi.

## Opis
Wersja PC-towa została zaprojektowana do współpracy z systemami PC-DOS i MS-DOS, lecz można ją uruchomić na ich następcach, włączając w to system Microsoft Windows (nie licząc 64-bitowych wersji, w których nie ma obsługi MS-DOS). Gra działa w rozdzielczości 320x200 i korzysta z czterech kolorów standardu CGA i PC speakera. Gra została zapisana w całości w jednym pliku COM zajmującego 56 448 bajtów.
W czasie wydania gry trudno byłoby zaklasyfikować grę ze względu na to, że mało tego typu gier istniało. Dzisiaj grę można sklasyfikować jako grę arcade z elementami gry przygodowej lub też jako platformówkę z różnymi mini-grami.